# Albert Kahn
Albert Kahn (n. 3 martie 1860,  Marmoutier, Franța – d. 14 martie 1940, Boulogne-Billancourt) a fost unul dintre cei mai bogați bancheri din Europa, pacifist și mare adept al fotografiei color ca modalitate documentară.

## Biografie
Albert s-a născut într-o familie cu șase copii iar numele său natal a fost Abraham Kahn. La 19 ani pornește la Paris unde începe să lucreze ca funcționar la o bancă. In același timp studiază literatura și dreptul la care a dat în anul 1884 examenul de licență. Încă din timpul studenției s-a împrietenit cu filozoful francez Henri Bergson (1858-1941), prietenie care a durat toată viața. Kahn ajunge în 1892 director și coproprietar al băncii „Bankhaus Goudchaux” din Paris. În 1893 a moștenit o proprietate în Boulogne-Billancourt, situată în apropiere de Paris. În anii 1894-1910 l-a însărcinat pe arhitectul Achille Duchêne să-i amenajeze marea sa grădina astfel ca să cuprindă cultura mai multor popoare. În această grădină și în clădirile vecine din proprietatea sa, Albert Kahn obișuia să se întâlnească cu o serie de personalități  ale perioadei cum ar fi Albert Einstein, Austen Chamberlain, Raymond Barrès, Paul Valéry, Anatole France și Auguste Rodin.
În anul 1898 întemeiază fundația „Bourses Autour du Monde” care permitea unor academicieni tineri să cunoască lumea printr-o călătorie de un an. Această experiență acumulată în timpul călătoriei urma să fie discutată la cercul „Autour du Monde” care a luat naștere în 1906. Comitetul care lua parte la aceste întruniri era formată din politicieni și a avut loc pentru ultima oară în anul 1931. Cartea sa „Des Droits et des dévoirs des gouvernments” ("Despre drepturile și obligațiile guvernelor") a fost publicată în 1918. În urma crizei economice din 1929, Albert Kahn și-a pierdut toată averea și a decedat pauper în 1940.

## Opere
Datorită averii sale Albert Kahn, a avut posibilitatea să călătorească prin lume și să facă o serie de fotografii despre diferite grupe etnice. De la Kahn ne-a rămas peste 72.000 fotografii colorate făcute în toată lumea. Idea lui a fost de a reține pe peliculă imaginea unor popoare, obiceiurile, cultura, tradițiile și portul lor, pentru o mai bună înțelegere între oameni de religii, rase sau naționalități diferite. De la el au rămas imagini păstrate în arhive despre culturi, obiceiuri dispărute în Europa, Africa, Asia și America. O mare parte din fotografiile lui sunt păstrate la muzeul „Albert Kahn” din Paris. Un serial de televiziune cu titlul „Lumea minunată a lui Albert Kahn” produs de BBC prezintă cartea și fotografiile lui Kahn.